# Metoda Reggio Emilia
Metoda Reggio Emilia – jedna z metod edukacji stosowana na etapie wczesnego nauczania. Skupia się na każdym dziecku w odniesieniu do jego rodziny, innych dzieci, nauczycieli, środowiska, a także szerszej społeczności.
Cechą charakterystyczną tego podejścia jest brak ustalonego z góry programu nauczania. Na początku wychowawcy zakładają tylko ogólne cele. W trakcie nauczania prowadzone są dokumentowane obserwacje działań dzieci. Wychowawcy na bieżąco porównują przygotowaną przez siebie dokumentację i prowadzą nad nią dyskusje. Na tej podstawie przygotowywane są propozycje konkretnych zajęć, które następnie omawiane są wraz z dziećmi.

## Historia
Po wycofaniu się wojsk niemieckich z terenu Włoch po II wojnie światowej, z inicjatywy kobiet z prowincji Reggio Emilia, w mieście Villa Cella zbudowane zostało publiczne przedszkole, nazwane Szkołą Diany.
W 1946 roku ideą przedszkola zainteresował się nauczyciel Loris Malaguzzi, który opracował nową metodę nauczania. Doskonalił ją do czasu przejścia na emeryturę w 1985 roku.
Metoda stała się popularna za sprawą artykułu, który 2 grudnia 1991 roku ukazał się w amerykańskiej prasie. W materiale zatytułowanym „10 najlepszych szkół na świecie” znalazła się informacja o Szkole Diany i podejściu do nauczania, które się tam stosuje.
Obecnie metoda wykorzystywana jest przez placówki działające w wielu krajach, głównie w Europie Zachodniej i Północnej.

## Kluczowe elementy metody Reggio Emilia[5]

### Obraz dziecka
Zwolennicy metody Reggio Emilia wierzą, że każde dziecko ma nieograniczony potencjał rozwoju i jest chętne do interakcji i poznawania otaczającego go świata w przeciwieństwie do wizji, w której dziecku narzuca się wiedzę, jaką musi posiąść.
Obserwacja każdego dziecka i stymulowanie go do rozwijania jego mocnych stron stanowi jeden z fundamentów tego podejścia.

### Rola zajęć artystycznych w nauczaniu
Dużo uwagi poświęca się zajęciom artystycznym jako środkowi nauczania. Zajęcia z rysunku powinny odbywać się codziennie. Dzieci zachęcane są również do angażowania się w zajęcia takie jak lepienie z gliny, teatrzyk kukiełkowy, teatrzyk cieni, malowanie, taniec, muzyka, budowanie czy pisanie.
Często powtarzającym się tematem przewodnim takich zajęć jest „światło i cień”.
Praktycy metody Reggio Emilia nie podważają istotności nauki pisania oraz liczenia, którą również prowadzi się w trakcie codziennych zajęć. Prace artystyczne stawiane są jednak ponad nimi.

### Termin progettazione
Termin progettazione odnosi się do płynnego programu nauczania, który stanowi kolejny z fundamentów metody Reggio Emilia.
Wychowawcy stosujący metodę Reggio Emilia nie opierają się na z góry opracowanych planach. Zajęcia dostosowane są do każdej grupy. Ich forma wynika z dokumentowanych obserwacji. Dzięki nim wychowawcy mogą dowiedzieć się, jakie tematy interesują dzieci, i opracować strategie, które pomogą dzieciom zdobywać wiedzę na bazie ich zainteresowania.
Tematy przewodnie zajęć mogą pochodzić od samych dzieci, nauczycieli, rodziców lub szerszej społeczności. Prowadzone projekty nie są zamknięte w określonych ramach czasowych. Realizowane są w tempie narzuconym przez dzieci.
W tym podejściu to dziecko kreuje swój proces nauczania, a nauczyciel czy opiekun stanowi dla niego narzędzie, w którym w razie potrzeby szuka wsparcia, informacji czy doświadczenia.

### Wzajemne relacje
Podejście Reggio Emilia nazywane bywa przez jego zwolenników „pedagogiką relacji”, ponieważ jego podstawą jest założenie, że uczymy się poprzez tworzenie powiązań między obiektami, pomysłami czy doświadczeniami, a realizowane jest to za pomocą kontaktu z innymi ludźmi i otaczającym nas światem.
Metoda Reggio Emilia przywiązuje wagę do relacji na różnych poziomach, relacji wśród dzieci, relacji między dziećmi i dorosłymi, między rodzicami i szkołą oraz między większą społecznością i szkołą.
Rodzice odgrywają istotną rolę w życiu placówki posługującej się tą metodą. Kolektywizm oraz współpraca charakterystyczne dla Reggio Emilia to najważniejsze wartości dla mieszkańców regionu, stanowią one jeden z kluczowych elementów tego podejścia.

### Środowisko
Dużą wagę przywiązuje się do środowiska, w którym będą przebywać dzieci. Przestrzeń dostępna dla dzieci jest całkowicie otwarta, a pomieszczenia w takiej szkole płynnie przechodzą jedno w drugie.
Takie urządzenie wnętrza sprzyja interakcji i realizacji jednej z wartości, jaką jest otwartość na różnice między dziećmi, nauczycielami oraz społecznościami.
Wykorzystywane meble lub inne przedmioty powinny być wielofunkcyjne. Na wystrój wnętrza wpływ powinny mieć dzieci.
Przestrzeń musi zachęcać dzieci do odkrywania otoczenia, zarówno indywidualnego, jak i grupowego.

## Problemy
W ostatnich latach na sile przybrała transformacja społeczeństw z homogenicznych w wielokulturowe. Takie zróżnicowanie stawia przed metodą Reggio Emilio i jej praktykami wiele nowych wyzwań w realizacji kluczowych jej aspektów.
Społeczności oraz pedagodzy skupieni wokół Reggio Emilia nie stworzyli określonych ram postępowania z dziećmi, które wymagają dodatkowego wsparcia.
Zastosowanie metody Reggio Emilia w danym kraju wymaga zaadaptowania jej do wartości, na których opiera się dane społeczeństwo. Wiąże się to z koniecznością wprowadzania różnych interpretacji i zmian w bazowej filozofii.